# وینکو روسیچ
وینکو روسیچ (صربی: Винко Росић؛ ۲۲ مه ۱۹۴۱ – ۹ ژوئن ۲۰۰۶) بازیکن واترپلو اهل یوگسلاوی بود.
وی در مسابقات کشوری و بین‌المللی در مجموع برندهٔ ۱ مدال نقره شده‌است.